# 제11회 골든 래즈베리상
제11회 골든 래즈베리상은 1990년 영화를 대상으로 1991년 3월에 열린 시상식이다. 헐리우드 루즈벨트호텔에서 개최되었다.

## 수상 및 후보

### 최악의 작품상
- 로큰롤 탐정 포드 수상
- 귀신은 사랑 못해 수상
- 허영의 불꽃
- 그래피티 브리지
- 록키 5

### 최악의 남우주연상
- 로큰롤 탐정 포드 - 앤드류 다이스 클레이 수상
- 그래피티 브리지 - Prince
- 광란의 시간 - 미키 루크
- 와일드 오키드 - 미키 루크
- 엑소시스트 3 - 조지 C. 스콧
- 록키 5 - 실베스타 스탤론

### 최악의 여우주연상
- 귀신은 사랑 못해 - 보 데렉 수상
- 허영의 불꽃 - 멜라니 그리피스
- 스텔라 - 베트 미들러
- 유월의 신부 - 몰리 링월드
- 록키 5 - 탈리아 샤이어

### 최악의 남우조연상
- 귀신은 사랑 못해 - 도널드 트럼프 수상
- 귀신은 사랑 못해 - 레오 데미언
- 마이키 이야기 2 - 길버트 갓프리드
- 쥬니어는 문제아 - 길버트 갓프리드
- 로큰롤 탐정 포드 - 웨인 뉴턴
- 록키 5 - 버트 영

### 최악의 여우조연상
- 대부 3 - 소피아 코폴라 수상
- 마이키 이야기 2 - 로젠느 바
- 허영의 불꽃 - 킴 캐트럴
- 귀신은 사랑 못해 - Julie Newmar
- 유월의 신부 - 알리 쉬디

### 최악의 감독상
- 귀신은 사랑 못해 - 존 데릭 수상
- 록키 5 - 존 G. 아빌드센
- 허영의 불꽃 - 브라이언 드팔마
- 로큰롤 탐정 포드 - 레니 할린
- 그래피티 브리지 - Prince

### 최악의 각본상
- 로큰롤 탐정 포드 수상
- 허영의 불꽃
- 귀신은 사랑 못해
- 그래피티 브리지
- 록키 5

### 최악의 신인상
- 대부 3 - 소피아 코폴라 수상
- 그래피티 브리지 - Ingrid Chavez
- 귀신은 사랑 못해 - 레오 데미언
- 귀신은 사랑 못해 - 도널드 트럼프
- 와일드 오키드 - 캐리 오티스

### 최악의 주제가상
- 리포제스트 - He's Comin' Back 수상
- 록키 5
- 스텔라 - One More Cheer for Me!

## 같이 보기
- 제63회 아카데미상
- 제44회 영국 아카데미 영화상
- 제48회 골든 글로브상